# Möwe Metallbaukasten
Möwe Metallbaukasten waren Spielzeuge des Unternehmens Mönninghoff und Weiss, die unmittelbar nach dem Zweiten Weltkrieg erschienen.
Nach Kriegsende suchten einige Unternehmen, die Metallmaterial zur Verfügung hatten, nach neuen Geschäftsfeldern. Da das Traditionsunternehmen Märklin kurzzeitig nicht mehr seine Metallbaukästen liefern konnte, nahm auch die Firma Mönninghoff und Weiss die Herstellung eines Metallbaukastens auf. Unter der Bezeichnung „Möwe Metallbaukasten“ kamen zwei vernickelte kleine Baukästen mit Lochungen, die der Märklin-Norm entsprachen, auf den Markt. Sie wurden aber kein großer Erfolg, da ab der Währungsreform 1948 Märklin wieder liefern konnte und damit wieder Marktführer wurde. Möwe stellte daher 1950 die Herstellung ihrer Kästen ein.

## Galerie

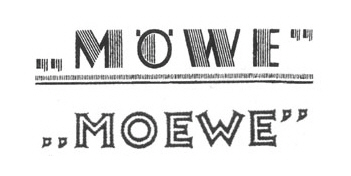
Beide Firmenlogos
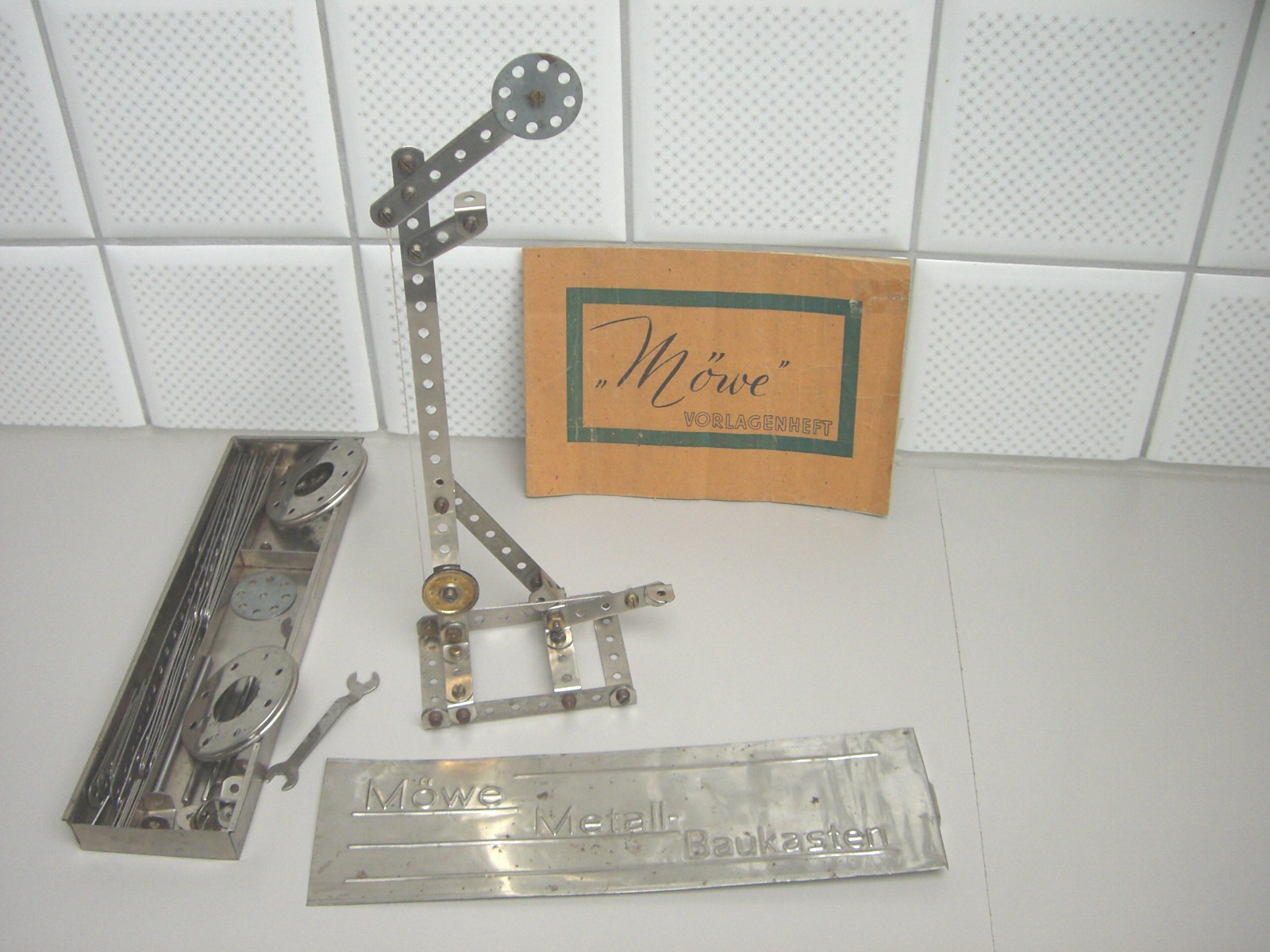
Mit Baukasten Nr. 1 gebautes Signal
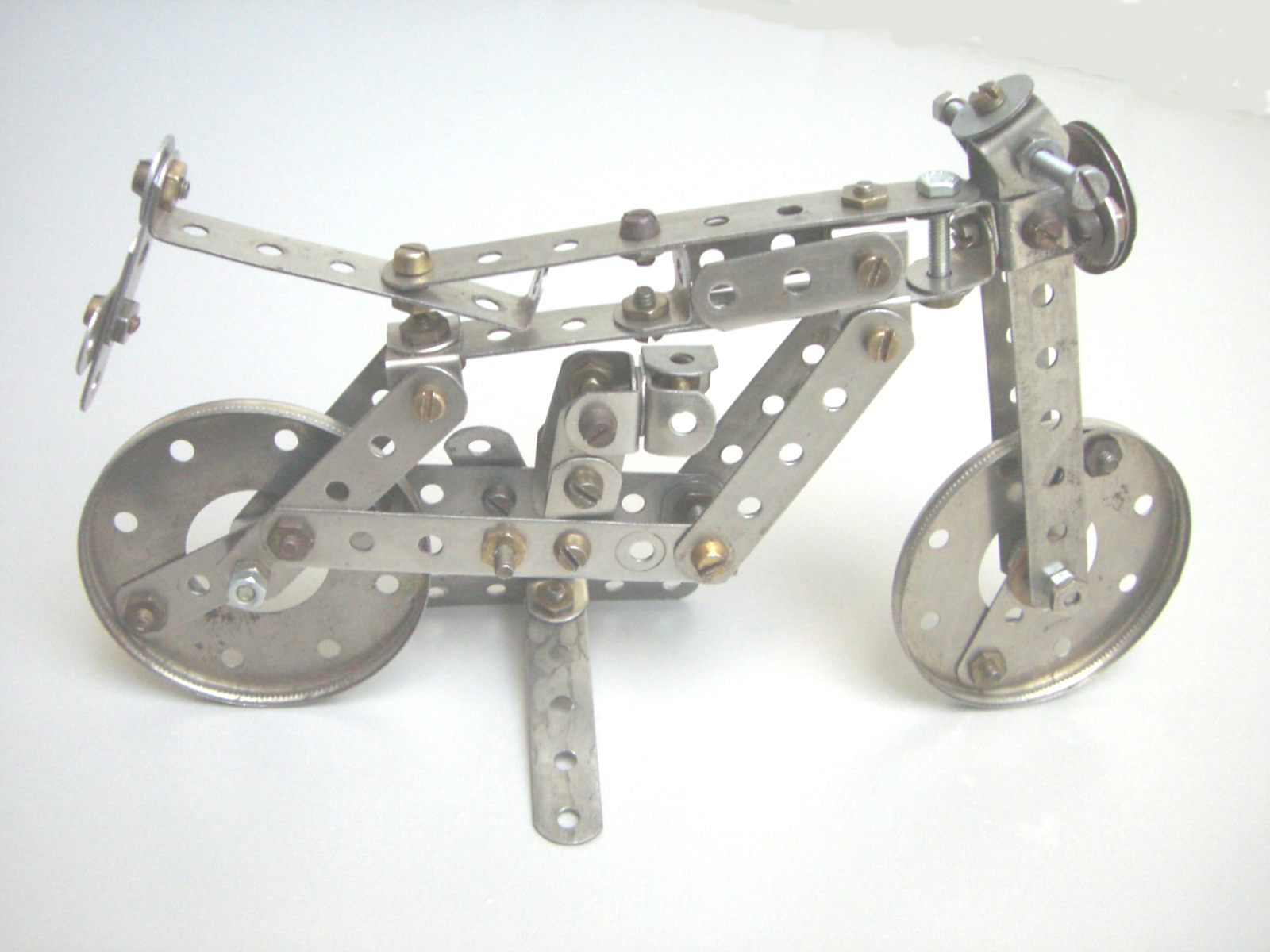
Motorrad
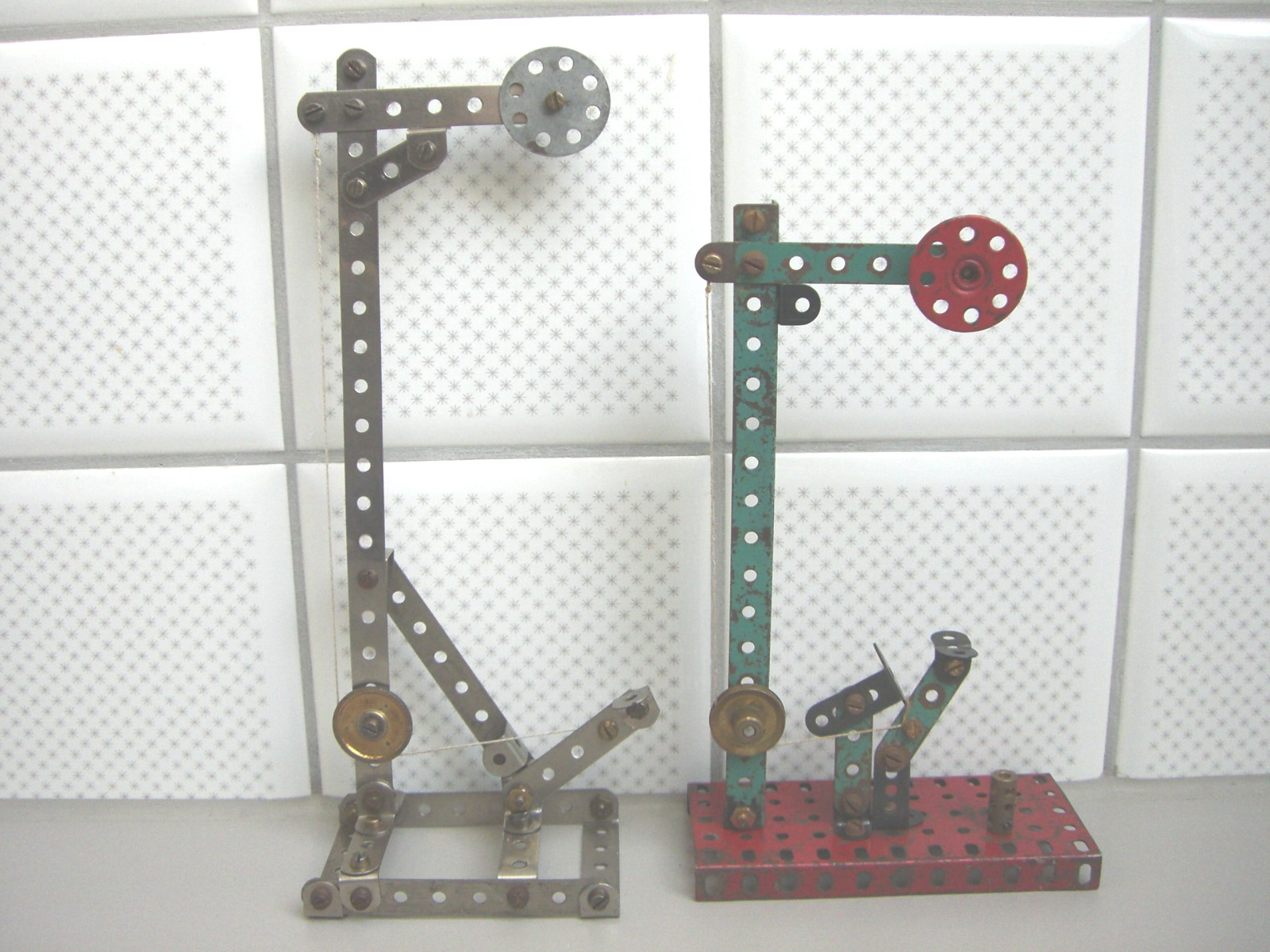
Vergleich Möwe mit Märklin (rechts)